# Otto Martin Torell

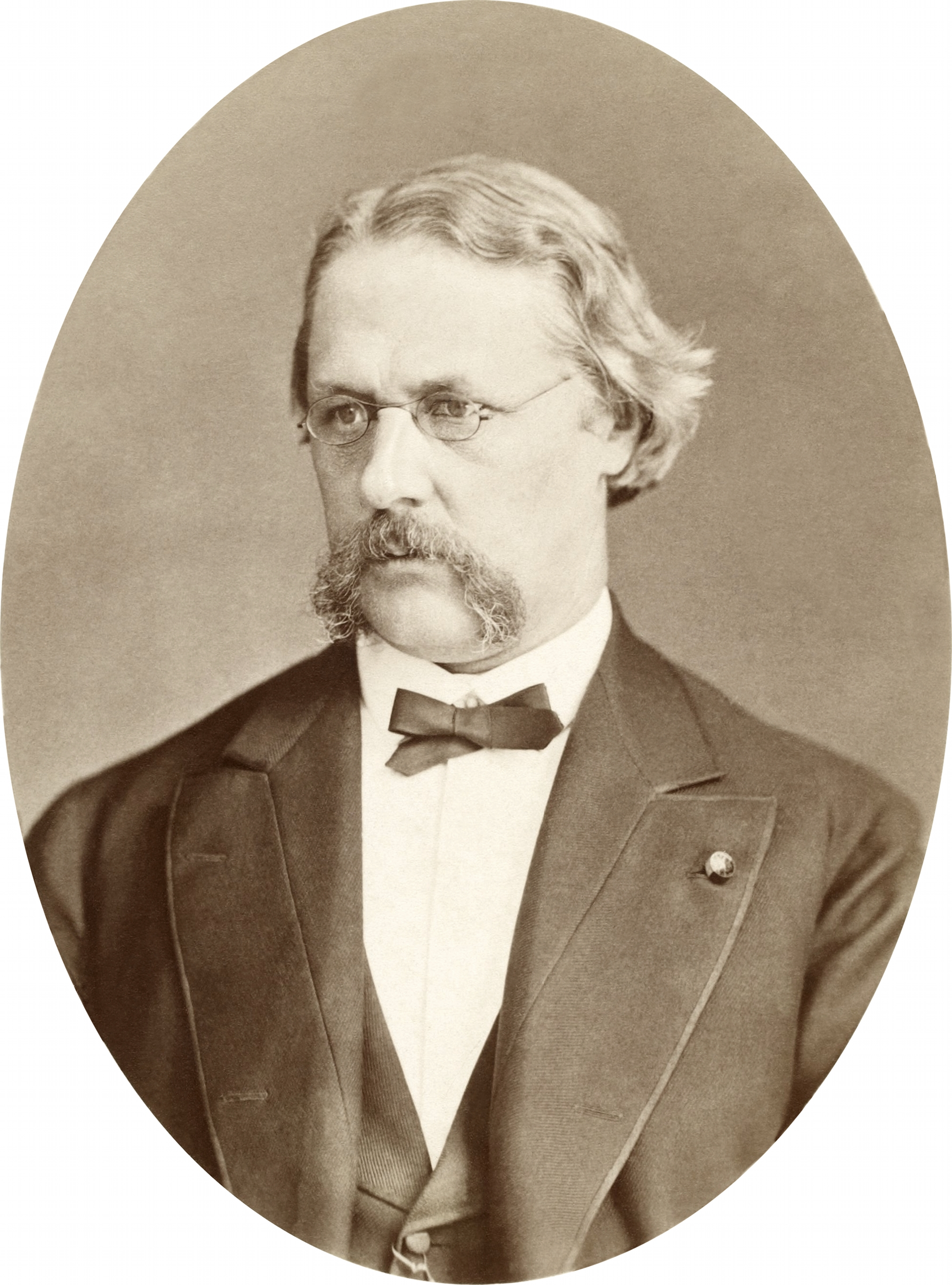
Otto Torell

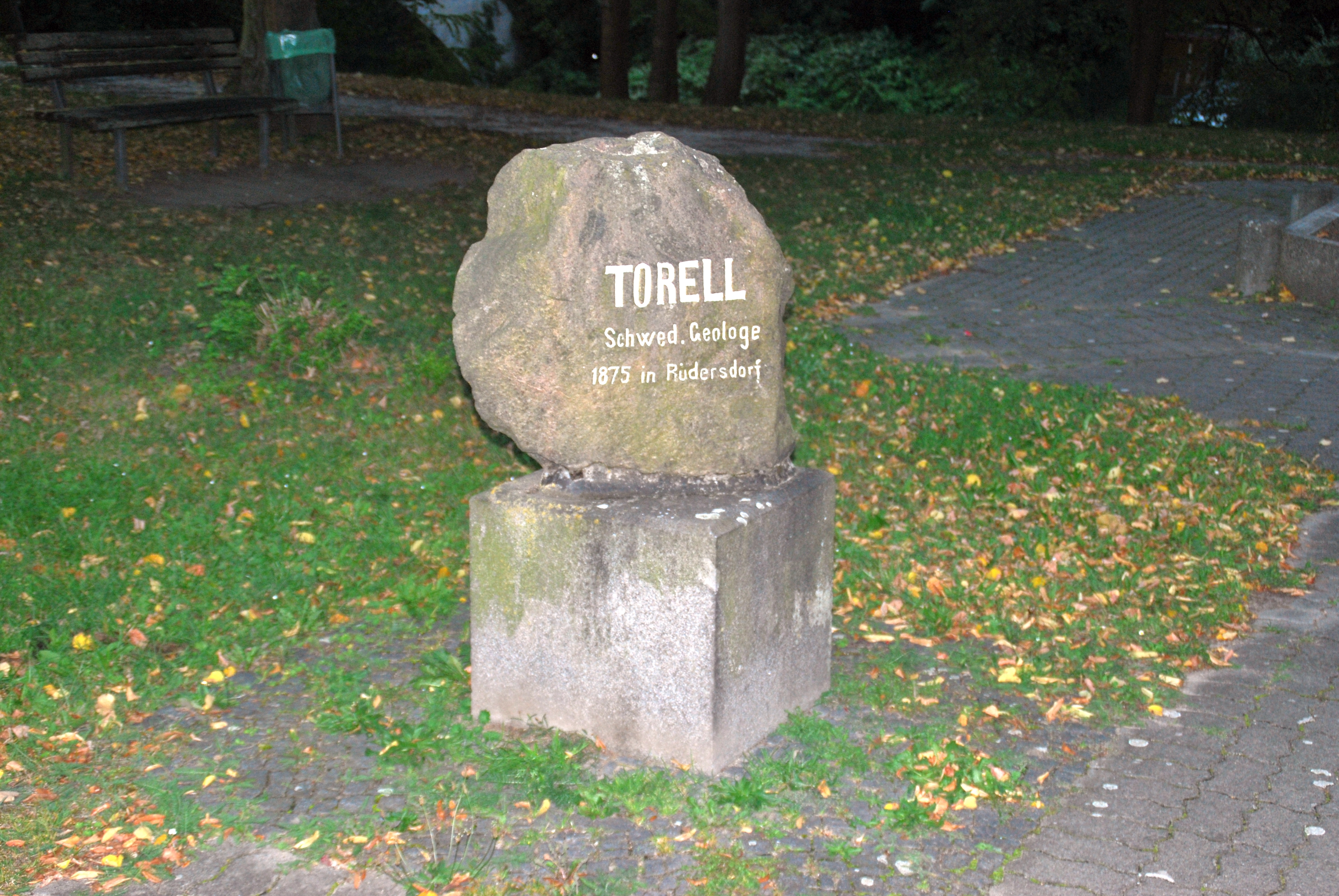
Gedenkstein für Otto Torell in Rüdersdorf

Otto Martin Torell (* 5. Juni 1828 in Varberg; † 11. September 1900 in Stockholm) war ein schwedischer Geologe, Zoologe, Glaziologe und Polarforscher.

## Leben
Torell stundierte ab 1844 an der Universität Lund Medizin, interessierte sich aber vor allem für Zoologie und Geologie und wandte sich, zumal er finanziell unabhängig war, diesen Fächern zu. 1853 erhielt er seinen Magister-Abschluss und 1858 seinen Kandidaten-Abschluss in Medizin. Torell war 1871 bis 1897 erster Direktor der schwedischen geologischen Landesanstalt (Sveriges geologiska undersökning, SGU), den er aufbaute. Ab 1860 war er Assistenzprofessor (Adjunkt) und ab 1866 außerordentlicher Professor für Zoologie und Geologie an der Universität Lund.
Torell war 1871 bis 1897 erster Direktor der schwedischen geologischen Landesanstalt (Sveriges geologiska undersökning, SGU). Ab 1860 war er Assistenzprofessor (Adjunkt) und ab 1866 außerordentlicher Professor für Zoologie und Geologie an der Universität Lund. Zum Studium von Spuren der Eiszeit, die er schon 1850 anhand der arktischen Molluskenfauna in schwedischen Gewässern studierte. Er reiste 1856 in die Schweiz, um Gletscher und Spuren der Eiszeit zu studieren, wie sie zuvor Louis Agassiz und andere postuliert hatten. 1857 besuchte er zu demselben Zweck Island. 1858 unternahm er zusammen mit Adolf Erik Nordenskiöld und dem Geologen August Quennerstedt seine erste Reise nach Spitzbergen, gefolgt von Expeditionen 1864 und 1868, und reiste 1859 nach Grönland. Diese Reisen waren der Beginn der schwedischen Polarexpeditionen, und er selbst war der Leiter der ersten großen, der Svalbard-Expedition im Jahr 1861. Er reiste 1865 in die Niederlande, um Eiszeitspuren (Moränen u. a.) zu studieren, die Gegenstand einer Preisfrage der Hollandsche Maatschappij der Wetenschappen in Haarlem von 1841 waren. Er gewann den Preis 1867, nahm die damit verbundene Geldsumme aber nie in Empfang, da er das Manuskript zurückzog um es weiter zu überarbeiten. Der Preis wurde erst postum seiner Witwe überreicht. Gleichzeitig sandte der schwedische geologische Dienst das rund 300 Seiten umfassende Manuskript der Preisschrift ein. Eine Zusammenfassung veröffentlichte er 1871/72 in seinen Untersuchungen über die Eiszeit.
Aufgrund von Schliffspuren (Detersion) wies er nach, dass Norddeutschland während des Pleistozän von Inlandeis bedeckt war. Er widerlegte damit die sogenannte Drifttheorie mit ihrem prominenten Vertreter Charles Lyell, die besagte, dass nur einzelne Eisblöcke in ein flaches Meer in Mitteleuropa eindrangen. Die Rüdersdorfer Kalkberge, an denen die Schliffspuren gefunden wurden, sind der klassische Ort der norddeutschen Eiszeitforschung. Torell stellte seine Thesen zur Inlandeistheorie auf der Sitzung der Deutschen Geologischen Gesellschaft im November 1875 vor. Damals stieß er noch auf erheblichen Widerstand bei deutschen Geologen, setzte sich aber bald durch. Seine Theorie der eiszeitlichen Vergletscherung Skandinaviens als Ursprung der Verbreitung von Findlingen und anderen Phänomenen in Zentraleuropa veröffentlichte er schon in seiner Abhandlung von 1859 über Spitzbergens Molluskenfauna und im Vorwort der Dissertation von Leonard Pontus Holmström von 1865 (Märken efter istiden, iakttagna i Skåne).
Er war auch an praktischen Anwendungen der Geologie interessiert als Leiter der SGU, insbesondere Untersuchungen für die Zement- und Natursteinindustrie (1875).
Nach ihm sind Torell-Land und weitere geographische Orte in Spitzbergen sowie der Torell-Stein in Chemnitz benannt, außerdem die Torellstraße in Berlin und der Torellplatz in Rüdersdorf.
1870 wurde er Mitglied der Königlich Schwedischen Akademie der Wissenschaften und 1886 der Königlich Dänischen Akademie der Wissenschaften. 1874 wurde er zum Ehrenmitglied (Honorary Fellow) der Royal Society of Edinburgh gewählt.

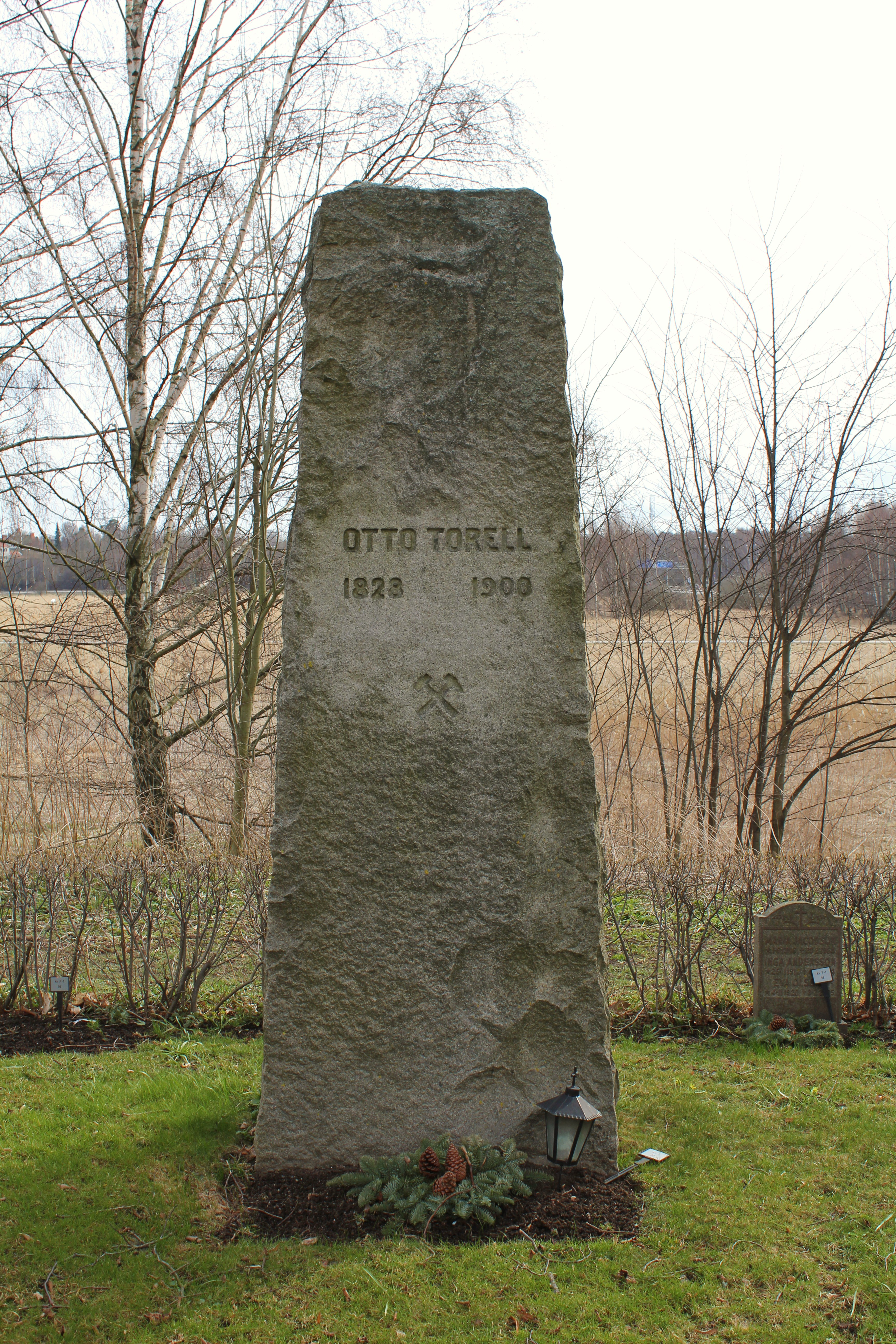
Grabstein in Brännkyrka

## Erstbeschreibungen
- Dacrydium TORELL 1859, eine Gattung aus der Familie der Miesmuscheln (Mytilidae)

## Schriften
- Bidrag till Spitsbergens molluskfauna. Jemte en allm versigt af arktiska regionens naturfhlenden och forntida utbredning. Typografiska Feningens Boktryckeri, Stockholm 1859
- Om de geologiska forskningarne i Norge, 1865
- Bidrag till sparagmit-etagens geognosi och paleontologi, 1867
- Petrificata suecana formationis cambricæ, 1870
- Sur les traces les plus anciennes de l’existence de l’homme en Suède, 1876
- Om Sveriges vigtigaste kristalliniska bergslag och deras förhållanden till hvarandra, 1882
- Avlagringarne å ömse sidor om riksgränsen uti Skandinaviens sydligare fjelltrakter, 1888
- Apatitförekomsterna i Norrbottens län, 1890
- Undersökningar öfver istiden, Teil 1, 1872, Teil 2, 1873, Teil 3, 1887
- On the Causes of the Glacial Phenomena in the North Eastern Portion of North America, 1877
- Den ostbaltiska isalpen, 1892